# Руппертсгофен (Баден-Вюртемберг)
Руппертсгофен (нім. Ruppertshofen) — громада в Німеччині, знаходиться в землі Баден-Вюртемберг. Підпорядковується адміністративному округу Штутгарт. Входить до складу району Східний Альб.
Площа — 14,22 км2. Населення становить 1876 ос. (станом на 31 грудня 2020).